# Erythroneura elegans
Erythroneura elegans är en insektsart som beskrevs av Mcatee 1920. Erythroneura elegans ingår i släktet Erythroneura och familjen dvärgstritar. Inga underarter finns listade i Catalogue of Life.